# جامعة همدرد (بنغلاديش)
جامعة همدرد (بالإنجليزية: Hamdard University Bangladesh)‏ هي جامعة خاصة حديثة التأسيس في بنغلاديش.
تحتوي الجامعة على دراسات أولية وعليا في اختصاصات عدة منها الهندسة والعلوم والعلوم الطبية والآداب والعلوم الاجتماعية.

## روابط خارجية
- الموقع الرسمي